# Limba groenlandeză
Groenlandeza (kalaallisut) este o limbă eschimo-aleută cu aproximativ 57.000 de vorbitori, în majoritate inuiți groenlandezi din Groenlanda. Ea este strâns înrudită cu limbile inuite din Canada, cum ar fi inuktitut.
Varianta principală, kalaallisut sau groenlandeza vestică, a devenit limba oficială a teritoriului autonom al Groenlandei în iunie 2009; aceasta a fost o decizie adoptată de Naalakkersuisut (guvernul Groenlandei) pentru a consolida statutul limbii autohtone în competiție cu limba colonială, daneza. Era vorbită în 2014 de aproximativ 45.000 de persoane. A doua variantă este tunumiit oraasiat sau groenlandeza estică, vorbită de aproximativ 3.000 de persoane. Limba thule inuit din Groenlanda, groenlandeza nordică sau eschimosa polară, este un dialect recent al limbii inuktitut, vorbit de circa 750 de persoane. Ultimele două dialecte diferă în mod considerabil de groenlandeza vestică.

## Ortografie

### Exemplu de text în limba groenlandeză
Inuit tamarmik inunngorput nammineersinnaassuseqarlutik assigiimmillu ataqqinassuseqarlutillu pisinnaatitaaffeqarlutik. Silaqassusermik tarnillu nalunngissusianik pilersugaapput, imminnullu iliorfigeqatigiittariaqaraluarput qatanngutigiittut peqatigiinnerup anersaavani.
„Toate ființele umane se nasc libere și egale în demnitate și în drepturi. Ele sunt înzestrate cu rațiune și conștiință și trebuie să se comporte unele față de celelalte în spiritul fraternității.” (Articolul 1 din Declarația Universală a Drepturilor Omului)